# نوردنت
نوردنت (انگلیسی: Nordnet) شرکت خدمات مالی سوئدی است، که در سال ۱۹۹۶ تأسیس شد.